# داروهای ضدروان‌پریشی
داروهای ضدروان‌پریشی یا آنتی‌سایکوتیک‌ها (به انگلیسی: Antipsychotic) برای مدیریت و درمان رفتارهای جنون (مانند هذیان و توهم)، به خصوص در بیماری‌های اسکیزوفرنی و اختلال دوقطبی ساخته شده‌اند. تأثیر اصلی این‌گونه داروها کاهش یا حذف نشانه‌های روان‌پریشی از جمله توهم، هذیان است. برخی از این داروها مانند الانزاپین تأثیر آرام‌کننده یا آرام‌بخشی هم دارند.
کلروپرومازین، فلوفنازین، تیوریدازین، هالوپریدول، فلوپنتیکسول، اُلانزاپین، کلوزاپین ،ریسپریدون، آریپیپرازول، پرفنازین، تیوتکسین و تری فلوپرازین از جمله داروهای ضدروان‌پریشی هستند. مکانیسم اصلی اغلب این داروها مهار گیرنده‌های دوپامینی در مغز است. داروهای آنتی سایکوتیک جدیدتر اغلب عوارض پارکینسون کمتری دارند.

## طبقه‌بندی
- نسل اول داروهای ضدروان‌پَریشی

1. بوتیروفنون‌ها مانند هالوپریدول و دروپردیول
2. فنوتیازین‌ها مانند کلرپرومازین، فلوفنازین، تیوریدازین، تری فلوپرازین و پرومتازین
3. تیوگزانتین‌ها مانند تیوتیکسن و فلوپنتیکسول

- نسل دوم داروهای ضد روان‌پریشی (آتیپیک)

مانند الانزاپین، کلوزاپین، ریسپریدون، آریپیپرازول